# Андерсън (окръг, Кентъки)
Вижте пояснителната страница за други значения на Андерсън.
Окръг Андерсън (на английски: Anderson County) е окръг в щата Кентъки, Съединени американски щати. Площта му е 528 km², а населението - 19 111 души (2000). Административен център е град Лорънсбърг.